# Siqueira Bueno
Siqueira Bueno dá nome a família que teve grande participação política na capital do Estado de São Paulo, no final do século XIX, e na história da cidade de Guarulhos, incluindo o período de emancipação, quando ainda se chamava "Nossa Senhora da Conceição dos Guarulhos". Nesta região os representantes da Família possuiam terras que, segundo consta nos arquivos da cidade, estavam localizadas onde é hoje a Base Aérea de São Paulo, o Aeroporto Internacional e a Cidade Satélite Industrial de Cumbica.
A Família teve sua origem nos paulistas de título Buenos da Ribeira, que dividiam as forças da vila de São Paulo entre os Camargos e Pires. Estas três famílias representam importantes linhagens históricas das Bandeiras Paulistas .
Buenos e Camargos se encontram em vários momentos, mas talvez o mais importante com Bartolomeu Bueno, o Moço, que foi proprietário de fazendas na região de Parnaíba e no sertão de Atibaia, onde deixou geração do seu casamento com Mariana de Camargo, filha de Jusepe de Ortiz Camargo e de Leonor Domingues, irmã do Capitão Fernando de Camargo, o Tigre, chefe do partido dos Camargos contra os Pires, em uma sangrenta guerra de quase 20 anos entre estas duas famílias. 
Bartolomeu Bueno, o Moço foi um famoso bandeirante, irmão de Amador Bueno da Ribeira, o Aclamado e de Francisco Bueno, bandeirante que serviu cargos da república em São Paulo e em 1628 seguiu para a região do Guairá na bandeira de Antônio Raposo Tavares. Era filho de Bartolomeu Bueno, o Sevilhano.
Silva Leme descreve a família Bueno no Vol. 1 pág. 418 a 545 (Tit Buenos da Ribeira) da sua Genealogia Paulistana

## Primeira Geração
Guarda-Mor Antonio Bueno da Silveira (nascido em 1780, casou em 1797 e faleceu em 1803), dono de grande extensão de terras na região de Guarulhos (compreendia as fazendas Bananal, Invernada, Cumbica e outras áreas) e Anna Joaquina Bueno (“de Siqueira” quando solteira). Este casal, descendente dos paulistas de titulo “Bueno da Ribeira” e “Siqueira Mendonça” pode ser considerado patriarca e matriarca da família Siqueira Bueno, pois seus filhos Bonifacio (pai de João Alves/Alvares de Siqueira Bueno), Bento Alvares (ou Alves, pai de José Alves de Cerqueira Cesar), José Custodio (Cônego da Sé), Francisco (falecido no 2o ano de direito), Gertrudes (mãe de Antonio José de Siqueira Bueno), Josepha e Vicente,  formam a primeira geração do sobrenome "de Siqueira Bueno".
Antonio Bueno da Silveira, ergueu a sede da fazenda Bananal em uma região montanhosa e de muito verde e através de um de seus herdeiros ganhou o nome de Casa da Candinha. Esta construção do início do século XIX, feita em taipa de pilão, ainda está de pé, dentro da reserva Parque Natural Municipal da Cultura Negra Sítio da Candinha, em Guarulhos. .

## João Álvares de Siqueira Bueno
Também conhecido como João Alves de Siqueira Bueno (forma de batismo, mas foi muito comum encontrar grafado como Álvares, inclusive na obra de Silva Leme) ou simplesmente João Bueno, Nascido na Aldeia de Nossa Senhora da Conceição, foi no final do século XIX deputado provincial e grande influenciador da regulamentação de terras no Estado de São Paulo, trabalhando fortemente na emancipação de Guarulhos. Seu trabalho e a história da família Siqueira Bueno estão tão ligados a esta cidade que rendeu a citação no hino do município, ao lado de outro ilustre contemporâneo, Conselheiro Crispiniano: Tuas praças são livros abertos, / Onde lemos futuro e glória. / Crispiniano e Bueno fulguram / como vultos eternos na História.
Silva Leme descreve esta parte da Família Siqueira Bueno no Vol III-Pág. 183 a 228 de sua Genealogia Paulistana: Maria Bueno da Conceição casou-se em 1767 em S. Paulo com o capitão Antonio Alves de Siqueira f.º de Antonio Alvares de Siqueira Bittencourt e de Catharina Bicudo de Siqueira. Tit. Siqueiras Mendonças. Com geração. Foram avós maternos do capitão-mor Francisco Alvares Machado, e também bisavós dos doutores João Alvares de Siqueira Bueno e José Alvares de Cerqueira Cesar à pág. 206 deste. Os Siqueira Buenos estão entre a 4a. e a 5a. geração do famoso Amador Bueno da Ribeira, o Aclamado.

### Rua Siqueira Bueno
João Álvares de Siqueira Bueno foi homenageado na rua Siqueira Bueno, que junto com as ruas Fernando Falcão e Rua do Oratório formam o limite leste do bairro da Mooca. Esta rua inicialmente se chamava Rua João Bueno, mas no início do século XX, para evitar confusão com outra rua próxima (Rua João Boemer), mudou para a atual Rua Siqueira Bueno.
Ele também dá nome à Escola Estadual João Álvares de Siqueira Bueno no bairro Jardim Tranquilidade, na cidade de Guarulhos.

## Antonio José de Siqueira Bueno
Nascido em 1837, era filho de Gertrudes Theresa de Siqueira Bueno e Antonio José Fernandes. Herdeiro das fazendas da família Siqueira Bueno, em Conceição de Guarulhos.
Gertrudes Theresa, mãe de Antonio José de Siqueira Bueno era viúva do Sargento-Mor José Soares de Cerqueira Cesar (tio do famoso José Alves de Cerqueira Cesar, presidente do Estado de São Paulo no final do século XIX) que atuou na guerra Cisplatina, tendo um filho deste casamento (Benedicto, que morreu solteiro e sem geração).
Antonio José de Siqueira Bueno foi casado com dona Francisca Maria Deolinda e teve dois filhos, Júlio de Siqueira Bueno e João de Siqueira Bueno. Faleceu em data incerta, mas entre os século XIX e XX.
Aos 42 anos, no ano de 1879, Antonio se torna 1º suplente do subdelegado da Freguesia da Conceição de Guarulhos . e em 1885 já era subdelegado, mas um decreto exonerou diversos subdelegados no Estado, incluindo Antonio. Este cargo passou a ser acumulado pelo Capitão Rabelo, atual intendente da Vila de Conceição de Guarulhos.
Em outubro de 1889 Antonio José de Siqueira Bueno foi o vereador mais votado  e em 15 de Novembro de 1889 é proclamada a República no Brasil e a Junta Governativa Paulista (que representava a figura do Presidente do Estado). Tal Junta manteve a votação e Antonio assumiu como o primeiro Intendente de Guarulhos na República. Cargo que ocupou por quase 2 anos.
Saiu da chefia do executivo mas seu irmão, Vicente Ferreira de Siqueira Bueno assumiu o cargo de Intendente, junto com mais 3 vereadores. Vicente passou a presidi-los de 1891 até 1894. Este grupo foi nomeado pelo Governo Provisório, e passou a ter Vicente Ferreira comandando a Vila de Guarulhos, João Álvares como vereador da Capital um primo deles como presidente do Estado de São Paulo: José Alves de Cerqueira Cesar (hoje o nome é conhecido por ser uma cidade no estado de São Paulo e um distrito na capital do Estado).